# Convocazioni per il campionato europeo maschile di calcio 1976
Elenco dei giocatori convocati da ciascuna Nazionale partecipante agli Europei di calcio 1976.

## Cecoslovacchia[1]
Allenatore:  Václav Ježek
| N. | Pos. | Giocatore           | Data nascita (età) | Pres. | Squadra             |
| -- | ---- | ------------------- | ------------------ | ----- | ------------------- |
| 1  | P    | Ivo Viktor          | 21 maggio 1942     |       | Dukla Praga         |
| 2  | D    | Karol Dobiaš        | 18 dicembre 1947   |       | Spartak Trnava      |
| 3  | D    | Jozef Čapkovič      | 1º novembre 1948   |       | Slovan Bratislava   |
| 4  | D    | Anton Ondruš        | 27 marzo 1950      |       | Slovan Bratislava   |
| 5  | D    | Ján Pivarník        | 13 novembre 1947   |       | Slovan Bratislava   |
| 6  | D    | Ladislav Jurkemik   | 20 luglio 1953     |       | Inter Bratislava    |
| 7  | C    | Antonín Panenka     | 2 dicembre 1948    |       | Bohemians ČKD Praga |
| 8  | C    | Jozef Móder         | 19 settembre 1947  |       | Lokomotíva Košice   |
| 9  | C    | Jaroslav Pollák     | 11 luglio 1947     |       | VSS Košice          |
| 10 | A    | Marián Masný        | 13 agosto 1950     |       | Slovan Bratislava   |
| 11 | A    | Zdeněk Nehoda       | 9 maggio 1952      |       | Dukla Praga         |
| 12 | D    | Koloman Gögh        | 7 gennaio 1948     |       | Slovan Bratislava   |
| 13 | D    | Jozef Barmoš        | 28 agosto 1954     |       | Inter Bratislava    |
| 14 | D    | Pavol Biroš         | 1º aprile 1953     |       | Slavia Praga        |
| 15 | C    | Dušan Herda         | 15 luglio 1951     |       | Slavia Praga        |
| 16 | C    | František Veselý    | 7 dicembre 1943    |       | Slavia Praga        |
| 17 | C    | Ján Švehlík         | 17 gennaio 1950    |       | Slovan Bratislava   |
| 18 | A    | Dušan Galis         | 24 novembre 1946   |       | VSS Košice          |
| 19 | A    | Ladislav Petráš     | 1º dicembre 1946   |       | Inter Bratislava    |
| 20 | C    | František Štambachr | 13 febbraio 1953   |       | Dukla Praga         |
| 21 | C    | Přemysl Bičovský    | 18 agosto 1950     |       | Teplice             |
| 22 | P    | Alexander Vencel    | 8 febbraio 1944    |       | Slovan Bratislava   |

## Paesi Bassi[2]
Allenatore:  Georges Knobel
| N. | Pos. | Giocatore            | Data nascita (età) | Pres. | Squadra          |
| -- | ---- | -------------------- | ------------------ | ----- | ---------------- |
| 1  | P    | Piet Schrijvers      | 15 dicembre 1946   |       | Ajax             |
| 2  | D    | Wim Suurbier         | 16 gennaio 1945    |       | Ajax             |
| 3  | D    | Wim Rijsbergen       | 18 gennaio 1952    |       | Feyenoord        |
| 4  | D    | Adrie van Kraay      | 1º agosto 1953     |       | PSV              |
| 5  | D    | Ruud Krol            | 24 marzo 1949      |       | Ajax             |
| 6  | C    | Johan Neeskens       | 15 settembre 1951  |       | Barcellona       |
| 7  | C    | Wim Jansen           | 28 ottobre 1946    |       | Feyenoord        |
| 8  | A    | Johnny Rep           | 25 novembre 1951   |       | Valencia         |
| 9  | C    | Johan Cruyff         | 25 aprile 1947     |       | Barcellona       |
| 10 | C    | Willy van de Kerkhof | 16 settembre 1951  |       | PSV              |
| 11 | A    | Rob Rensenbrink      | 3 luglio 1947      |       | Anderlecht       |
| 12 | C    | Willem van Hanegem   | 20 febbraio 1944   |       | Feyenoord        |
| 13 | A    | Ruud Geels           | 28 luglio 1948     |       | Ajax             |
| 14 | C    | Jan Peters           | 18 agosto 1954     |       | N.E.C.           |
| 15 | C    | René van de Kerkhof  | 16 settembre 1951  |       | PSV              |
| 16 | C    | Peter Arntz          | 5 febbraio 1953    |       | Go Ahead Eagles  |
| 17 | P    | Jan Ruiter           | 24 novembre 1946   |       | Anderlecht       |
| 18 | P    | Jan Jongbloed        | 25 novembre 1940   |       | FC Amsterdam     |
| 19 | A    | Kees Kist            | 7 agosto 1952      |       | AZ Alkmaar       |
| 20 | D    | Wim Meutstege        | 28 giugno 1952     |       | Sparta Rotterdam |

## Germania Ovest[3]
Allenatore:  Helmut Schön
| N. | Pos. | Giocatore                | Data nascita (età) | Pres. | Squadra               |
| -- | ---- | ------------------------ | ------------------ | ----- | --------------------- |
| 1  | P    | Sepp Maier               | 28 febbraio 1944   |       | Bayern Monaco         |
| 2  | D    | Berti Vogts              | 30 dicembre 1946   |       | Borussia M'gladbach   |
| 3  | D    | Bernard Dietz            | 22 marzo 1948      |       | Duisburg              |
| 4  | D    | Hans-Georg Schwarzenbeck | 3 aprile 1948      |       | Bayern Monaco         |
| 5  | D    | Franz Beckenbauer        | 11 settembre 1945  |       | Bayern Monaco         |
| 6  | A    | Herbert Wimmer           | 9 novembre 1944    |       | Borussia M'gladbach   |
| 7  | C    | Rainer Bonhof            | 29 marzo 1952      |       | Borussia M'gladbach   |
| 8  | C    | Uli Hoeneß               | 5 gennaio 1952     |       | Bayern Monaco         |
| 9  | A    | Dieter Müller            | 1º aprile 1954     |       | Colonia               |
| 10 | C    | Erich Beer               | 9 dicembre 1946    |       | Hertha Berlino        |
| 11 | A    | Bernd Hölzenbein         | 9 marzo 1946       |       | Eintracht Francoforte |
| 12 | A    | Ronald Worm              | 7 ottobre 1953     |       | Duisburg              |
| 13 | C    | Dietmar Danner           | 29 novembre 1950   |       | Borussia M'gladbach   |
| 14 | C    | Hans Bongartz            | 3 ottobre 1951     |       | Schalke 04            |
| 15 | C    | Heinz Flohe              | 28 gennaio 1948    |       | Colonia               |
| 16 | D    | Peter Nogly              | 14 gennaio 1947    |       | Amburgo               |
| 17 | D    | Manfred Kaltz            | 6 gennaio 1953     |       | Amburgo               |
| 18 | P    | Rudi Kargus              | 15 agosto 1952     |       | Amburgo               |

## Jugoslavia[4]
Allenatore:  Ante Mladinić
| N. | Pos. | Giocatore         | Data nascita (età) | Pres. | Squadra                |
| -- | ---- | ----------------- | ------------------ | ----- | ---------------------- |
| 1  | P    | Ognjen Petrović   | 2 gennaio 1948     |       | Stella Rossa           |
| 2  | D    | Ivan Buljan       | 11 dicembre 1949   |       | Hajduk Spalato         |
| 3  | D    | Enver Hadžiabdić  | 6 novembre 1945    |       | Željezničar            |
| 4  | D    | Dražen Mužinić    | 25 gennaio 1953    |       | Hajduk Spalato         |
| 5  | D    | Josip Katalinski  | 12 maggio 1948     |       | Nizza                  |
| 6  | A    | Ivica Šurjak      | 23 marzo 1953      |       | Hajduk Spalato         |
| 7  | A    | Danilo Popivoda   | 1º maggio 1947     |       | Eintracht Braunschweig |
| 8  | C    | Branko Oblak      | 27 maggio 1947     |       | Schalke 04             |
| 9  | C    | Jovan Aćimović    | 21 giugno 1948     |       | Stella Rossa           |
| 10 | A    | Jurica Jerković   | 25 febbraio 1950   |       | Hajduk Spalato         |
| 11 | A    | Dragan Džajić     | 30 maggio 1946     |       | Bastia                 |
| 12 | P    | Enver Marić       | 23 aprile 1948     |       | Velež Mostar           |
| 13 | A    | Vahid Halilhodžić | 15 maggio 1952     |       | Velež Mostar           |
| 14 | C    | Edhem Šljivo      | 16 marzo 1950      |       | Sarajevo               |
| 15 | C    | Franjo Vladić     | 19 ottobre 1951    |       | Velež Mostar           |
| 16 | C    | Momčilo Vukotić   | 2 giugno 1950      |       | Partizan               |
| 17 | A    | Slaviša Žungul    | 28 luglio 1954     |       | Hajduk Spalato         |
| 20 | D    | Luka Peruzović    | 26 febbraio 1952   |       | Hajduk Spalato         |